# 楊俊 (隋朝)
楊俊（571年—600年8月4日），小字阿祗，隋朝宗室、政治人物，隋文帝第三子，母獨孤皇后。

## 生平
楊俊生性仁恕慈愛，崇敬佛法，曾經請求剃髮出家，去做沙門，隋文帝不准。開皇元年（581年）時立為秦王，二年（582年）春，拜上柱國、河南道行臺尚書令、雒州刺史，時年十二歲。加右武衛大將軍，領關東兵。三年，遷秦州總管，隴右諸州都歸他管理。
六年（586年），升為山陽道行軍元帥，督三十總管，水陸兵十餘萬，屯漢口，為上流節度。陳將周羅睺、荀法尚等，以勁兵數萬屯鸚鵡洲，總管崔弘度請求出擊。楊俊擔心有所傷亡，於是沒有同意，羅睺等人也相繼前來投降。於是派使者去見皇帝，哭著對使者說：「被誤會是我立了功，但我其實根本沒有立什麼功，因此感到相當慚愧啊。」文帝聽說後，稱贊有加，便授他揚州總管四十四州諸軍事，鎮守廣陵。就在586年，他的王妃崔氏生下一子，隋文帝大喜，赏赐群臣。過了一年多，又轉任他為并州總管二十四州諸軍事。
起初，楊俊頗有作為，因此讓文帝相當高興，甚至下旨獎勵他。但之後他開始漸漸奢侈起來，還有違反制度的行為，放起高利貸，讓人民官吏大感痛苦。於是文帝派使者去調查，結果連坐者達百餘人。即使如此，楊俊還是不改他的行為，繼續建築豪華的宮殿，窮極奢侈與華麗。每當他有特別的巧思時，就親自拿起工具製作器具，並拿華麗的珠寶玉石去裝飾。還為他的妃子製作七寶幕籬與水殿，香塗粉壁、玉砌金階，樑柱之間又以明鏡環繞、裝飾寶珠，極盡華美之所能事。只要有賓客與妓女來的時候，楊俊便與他們在這裡一同絃歌。
楊俊還多有姬妾，然而他的王妃崔氏善妒，為此憤憤不平，便在瓜中下毒，楊俊因此身體不適，回到京師。文帝因為他生活太奢侈驕縱，便將他的官位都免去，讓他純粹做一個王，要他安份地待在他的王府裡。左武衛將軍劉昇進諫說：「秦王沒有其他過錯，只是浪費了些，臣認為可以赦免他。」但文帝認為法不可違，因此不管劉昇再怎麼進言，文帝只是越來越感到生氣。之後楊素也來進言說：「秦王的過失，罪不至此，請皇上再三考慮。」文帝說：「我是五個兒子的父親，如果依你們的話行事，那怎麼不來制訂一套天子兒子專用的法律？想當年以周公的為人，都可以誅殺管叔與蔡叔，我既然差周公還遠得很，又怎麼能做出違法之事？」最後仍然沒有聽從建言。
後來楊俊的健康狀況越來越差，已經不能起床，便請使者上表陳謝。文帝告訴使者：「我這麼努力地在關塞之事，開創大業，就是要做為傳世之典範，而臣下們也應該守住大業不失本份。你身為一個君子，卻竟然要敗掉大業，我不知道要怎麼責備你了。」於是楊俊羞慚恐懼，病得更重了。大都督皇甫統上表，請求恢復秦王的官職，仍沒有得到同意。一年多以後，楊俊病危，才恢復上柱國之位。開皇二十年（600年）六月，楊俊在秦王府過世，而文帝僅哭了數聲而已。楊俊所有華麗奢侈的遺物，文帝下令全部燒掉，並命令送終的用具都一定要儉約，才能讓後世效法。王府的幕僚請求立碑紀念，文帝說：「如果想要留名，記在一卷史書上也就夠了，哪還需要用到石碑？如果子孫不能保存家業，以後石碑也不過是給人拿來做鎮石而已。」
王妃崔氏因為對秦王下毒的關係，下詔將她廢掉並賜死。眾臣認為古有言「母以子貴，子以母貴」，如果母親都有罪了，兒子也一樣是有罪的，就像漢朝時栗姬與郭皇后的往事一樣。因此杨俊二子无论是崔妃所生的杨浩还是庶子杨湛，都无权主丧、袭爵（“今秦王二子，母皆罪废，不合承嗣”）。於是秦王府的喪主竟然是官員，而不是秦王的儿子。楊俊的長女永豐公主，才十二歲，為父喪相當哀痛，在喪期過後便從此吃素；甚至往後每當忌日，便痛哭流涕而不吃不喝。又有領兵的王延，相當忠心，在楊俊過世後，絕食數日，文帝便賜藥與加官，但在楊俊下葬之日時，王延號泣而亡，文帝感嘆之下將他葬在楊俊的墓旁。
隋煬帝即位以後，仍立杨浩為秦王，封杨湛为济北侯。之後楊浩被宇文化及立為帝，又遭殺害，楊湛也被宇文化及殺害。

## 家庭

### 妃嫔
- 崔氏，崔说之女
- 陈氏，陈后主第五女临成公主

### 子女
- 秦王杨浩
- 济北侯杨湛
- 长女，永丰公主
- 某女，杨氏，下嫁萧珣子释慧铨

## 延伸阅读
[在维基数据编辑]
 《隋書·卷45》，出自魏徵《隋书》